# Froterizem
Froterizem je nenormalna parafilična težnja po doseganju spolnega vzburjenja in zadovoljstva z dotikanjem in drgnjenjem lastnih spolovil ali drugih delov telesa ob drugo osebo. Oškodovani posameznik za namere frotteurja ali froterista (osebe, ki prakticira froterizem) ne ve ali se z njimi ne strinja. Froteristični osebki se pogosto poskušajo spolno zadovoljiti v javnih prostorih, denimo na avtobusih in vlakih, v trgovinah ali drugih priložnostnih gnečah.

## Etimologija in zgodovina
Froteristična dejanja je kot znake psihološke motnje prvi opredelil francoski psihiater Valentin Magnan, ki je v svoji študiji iz leta 1890 opisal tri takšna dejanja. Besedi frotteur in froterizem izvirata iz francoskega glagola frotter, ki pomeni "drgniti (ob)". Frotteur je francoski samostalnik, ki v dobesednem prevodu pomeni "posameznik, ki drgne (ob)". Magnanovo francosko terminologijo te parafilje je v svoji knjigi Psychopathia Sexualis populariziral nemški seksolog Richard von Krafft-Ebing. Besedo froterizem je v svojem učbeniku spolnih motenj iz leta 1969 prvi uporabil psihiater Clifford Allen.
Diagnostični in statistični priročnik duševnih motenj (DSM) je to spolno motnjo do tretje izdaje (DSM-III) navajal pod imenom frottage, v četrti izdaji je uporabil besedo froterizem, v zadnji, peti izdaji, pa je stanje zapisano kot froteristična motnja.

## Simptomi in klasifikacija
Peta izdaja Diagnostičnega in statističnega priročnika duševnih motenj (DSM-5) kot diagnostične kriterije za froteristično motnjo navaja naslednje:
- Posameznik čuti težnjo in si zamišlja fantazije po dotikanju ali drgnjenju svojega telesa ob nestrinjajočo se osebo, zaradi česar doživlja ponavljajoče in intenzivno spolno vzburjenje. Stanje traja vsaj šest mesecev.[7]
- Posameznik je ravnal v skladu s froterističnimi težnjami ali pa mu fantazije povzročajo tesnobnost in ga ovirajo pri družbenem ter službenem življenju.[7]

Nekateri seksologi ločujejo med froterizmom (drgnjenjem medeničnega predela, skupaj s spolovili) in tako imenovanim tačerizmom (angleško toucherism, izpeljano iz besedne zveze to touch ali dotakniti se), kjer so v uporabi zgolj roke. V DSM te delitve ni. Seksolog Kurt Freund froterizem in tačerizem razlaga kot motnji dvorjenja, ki se dogodita na stopnji dotikanja pri človeškem dvorjenju.

## Razširjenost in zakonitost
Razširjenost froterizma ni poznana. DSM ocenjuje, da ima od 10 do 14% moških iz kliničnih vzorcev za parafilije in hiperseksualnost froteristično motnjo, kar nakazuje, da je prevalenca froterizma v splošni populaciji še manjša. Po drugi strani so sama froteristična početja (za razliko od froteristične motnje) pogostejša, saj naj bi se pojavlja pri okoli 30% moških splošne populacije. Večin frotteurjev je moškega spola in večji delež žrtev je žensk. Pojavljajo se tudi froteristični odnosi med ženskami in moškimi, ženskami in ženskami ter moškimi in moškimi. Do froterističnega početja velikokrat pride, ko se žrtev le s težavo odzove (recimo na javnih prostorih in v gneči, kot sta notranjost vlaka in koncert).
Navadno se takšen seksualni stik dojema kot kaznivo dejanje, oblika spolnega napada, ki se ga lahko kaznuje z manjšimi kaznimi. Obsodba občasno vodi tudi v zaporno kazen ali napotitev na psihiatrično zdravljenje.